# ランデュデック
ランデュデック （Landudec、ブルトン語:Landudeg）は、フランス、ブルターニュ地域圏、フィニステール県のコミューン。伝統的なビグダン地方の一部である。

## 人口統計
| 1962年 | 1968年 | 1975年 | 1982年 | 1990年 | 1999年 | 2006年 | 2011年 |
| ------ | ------ | ------ | ------ | ------ | ------ | ------ | ------ |
| 1265   | 1212   | 1203   | 1232   | 1183   | 1154   | 1262   | 1344   |

参照元:1999年までEHESS、2004年以降INSEE

## 史跡

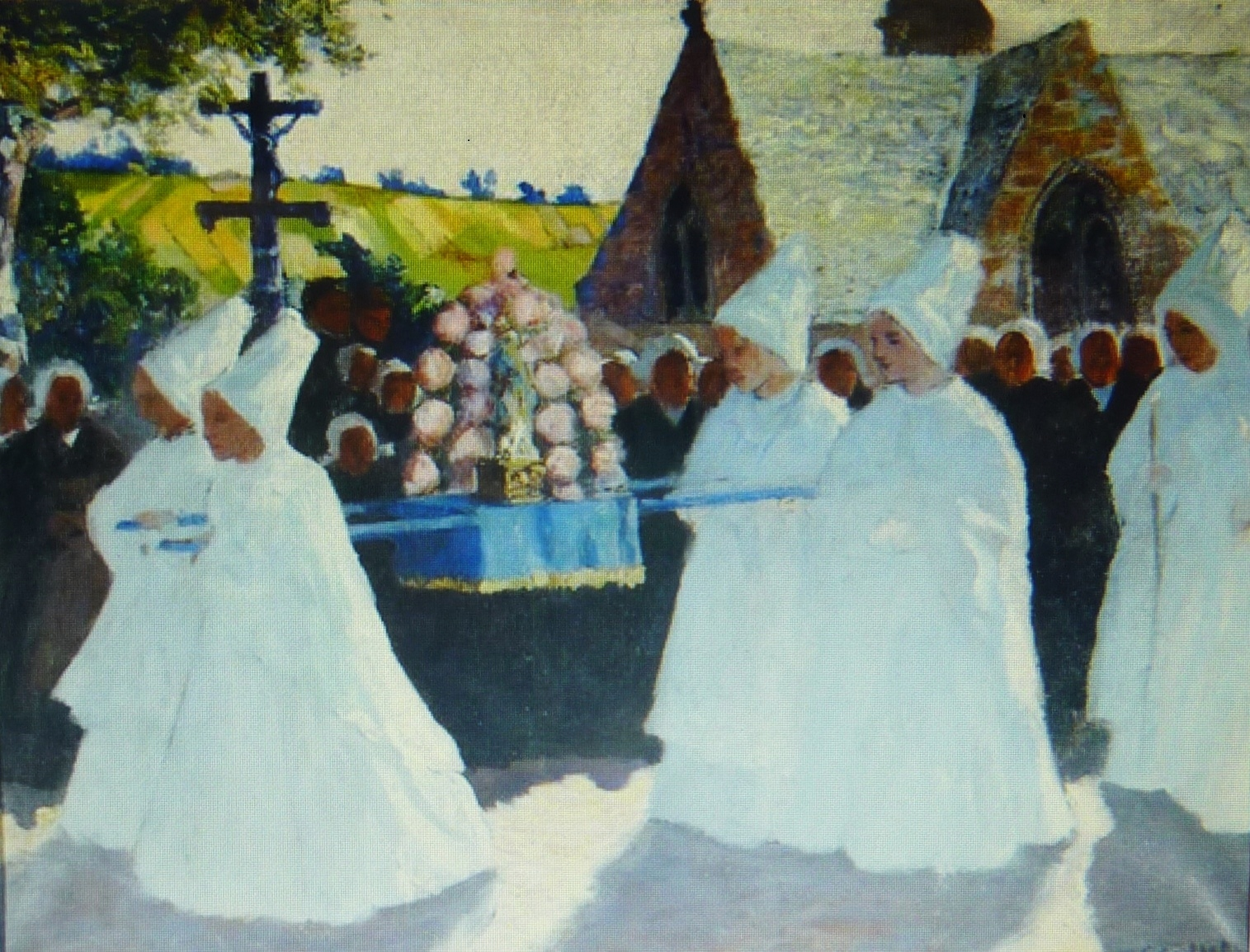
キリスト聖体節の礼拝行進

- サンタンヌ・エ・サン・テュデック教会 - 建物は1904年再建のネオ・ゴシック様式。古い建物の部分はポーチや鐘楼といった一部、1701年に作られたロザリオの祭壇、聖アンヌの祭壇、ピエタ像といった内部の一部が残っている。
- 『キリスト聖体節の礼拝行進』 - シャルル・コット画。1902年頃、ランデュデックで製作された。現在はロクテュディのマノワール・ド・ケラザン所蔵。